# Pitcairnia nubigena
Pitcairnia nubigena là một loài thực vật có hoa trong họ Bromeliaceae. Loài này được Planch. miêu tả khoa học đầu tiên năm 1853.